# Naučná stezka Dubsko – Kokořínsko

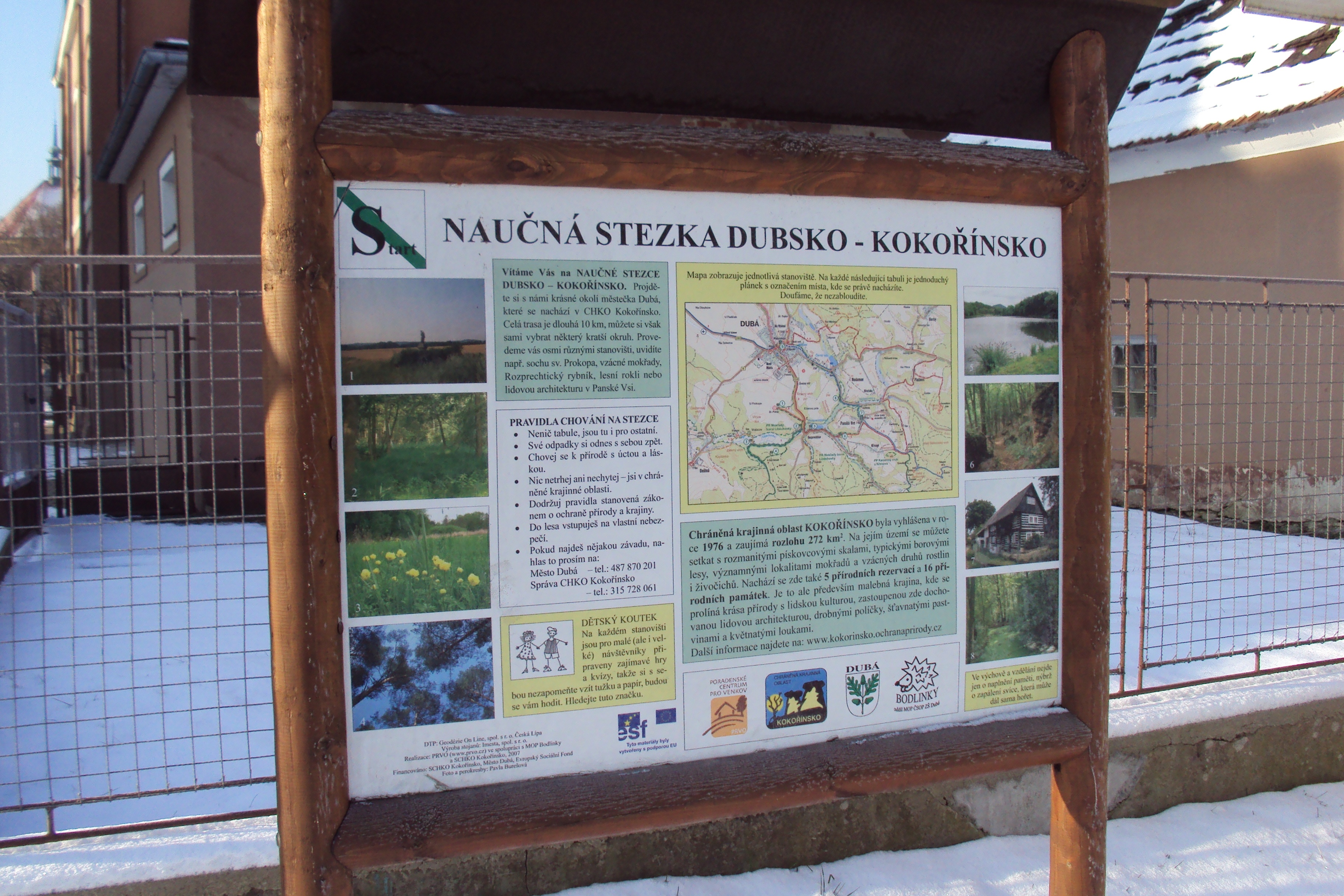
Úvodní tabule na autobusovém nádraží

Naučná stezka Dubsko – Kokořínsko je okruh vytvořený roku 2007, vedoucí na jih z městečka Dubá v okrese Česká Lípa. Okruh vede územím CHKO Kokořínsko – Máchův kraj a je dlouhý 10 km s osmi zastaveními.  Vyznačení je provedeno dle standardů Klubu českých turistů pro naučné stezky. V seznamu tras KČT má číslo 9685.

## Základní údaje
Stezku včetně naučných tabulí a úpravy stanovišť na trase zajistily Správa CHKO Kokořínsko, Město Dubá, Poradenské centrum pro venkov Dubá a Evropský sociální fond. Okruh byl vybudován v roce 2007 a otevřen byl slavnostně 22. dubna 2007 u příležitosti Dne Země. 
Okruh lze zvládnout za 3 hodiny, není však určen v části vedené lesním terénem se stoupáním pro rodiče s kočárkem a invalidy. Na každé z informativních tabulí je mapka s vyznačením místa. Trasa je vyznačena bílým čtvercem s příčným zeleným pruhem a směrovými šipkami ve stejných barvách. 
Součástí očíslovaných jednotlivých zastavení naučné stezky (stanovišť) jsou dětské koutky.

## Zastavení na okruhu

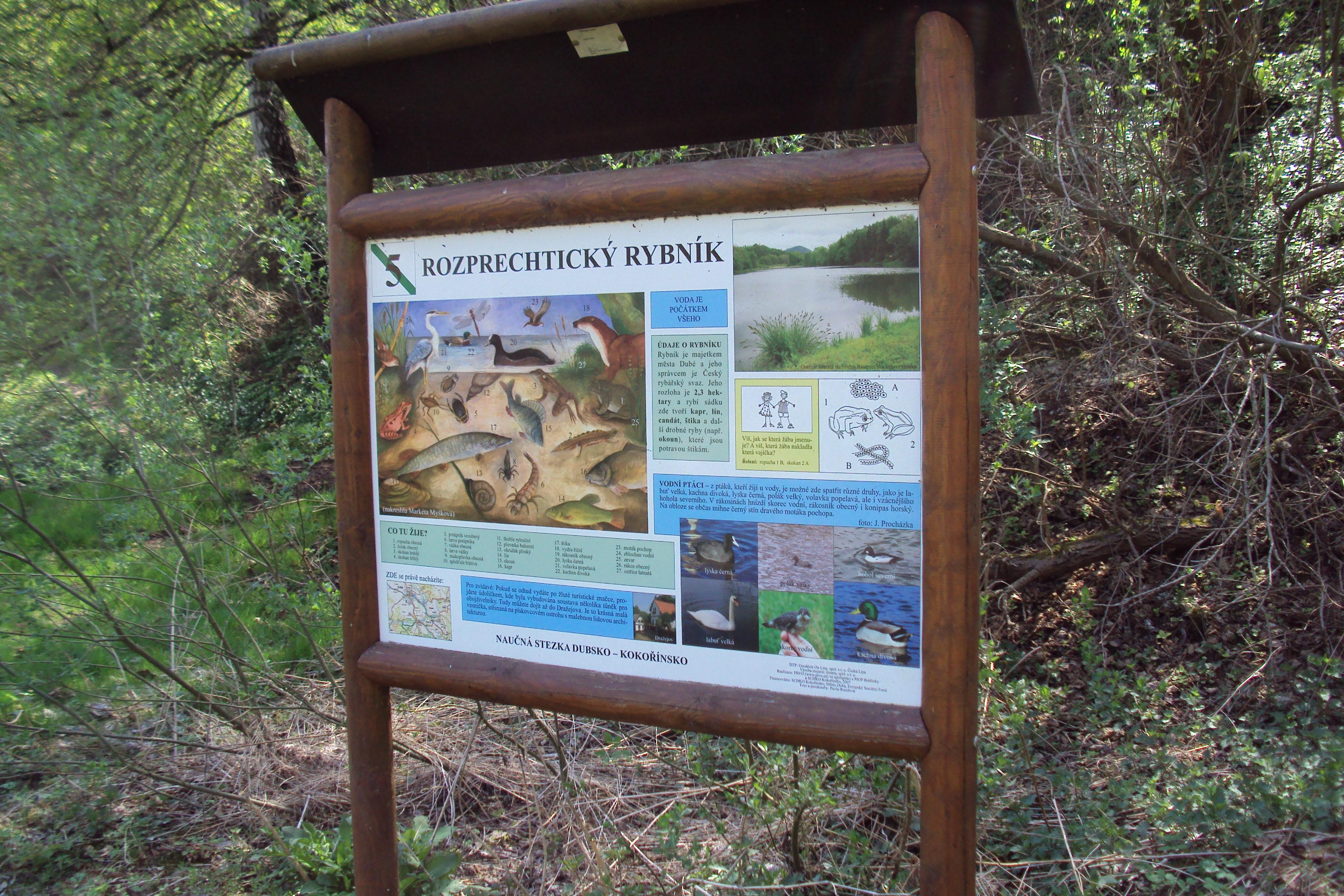
Zastavení páté u Rozprechtického rybníka

Výchozím místem je okraj autobusového nádraží nedaleko středu města. Odtud trasa vede na jih směrem k Rozprechticím podél chráněného území přírodní rezervace Mokřady horní Liběchovky, přes Panskou ves a zpět do města.
- S. Startovní (u autobusového nádraží)
- 1. Historie kraje – Dubsko (v polích u sochy sv. Prokopa)
- 2. Olšiny a tekoucí voda (u potoka Liběchovky na zeleně vyznačené turistické trase)
- 3. Mokřadní louka Vrabcov (u mokřadu a připomenutí obou tamních památných stromů)
- 4. Pískovce a borové lesy
- 5. Rozprechtický rybník
- 6. Stinné lesní roklinky (o zdejších řopíkách)

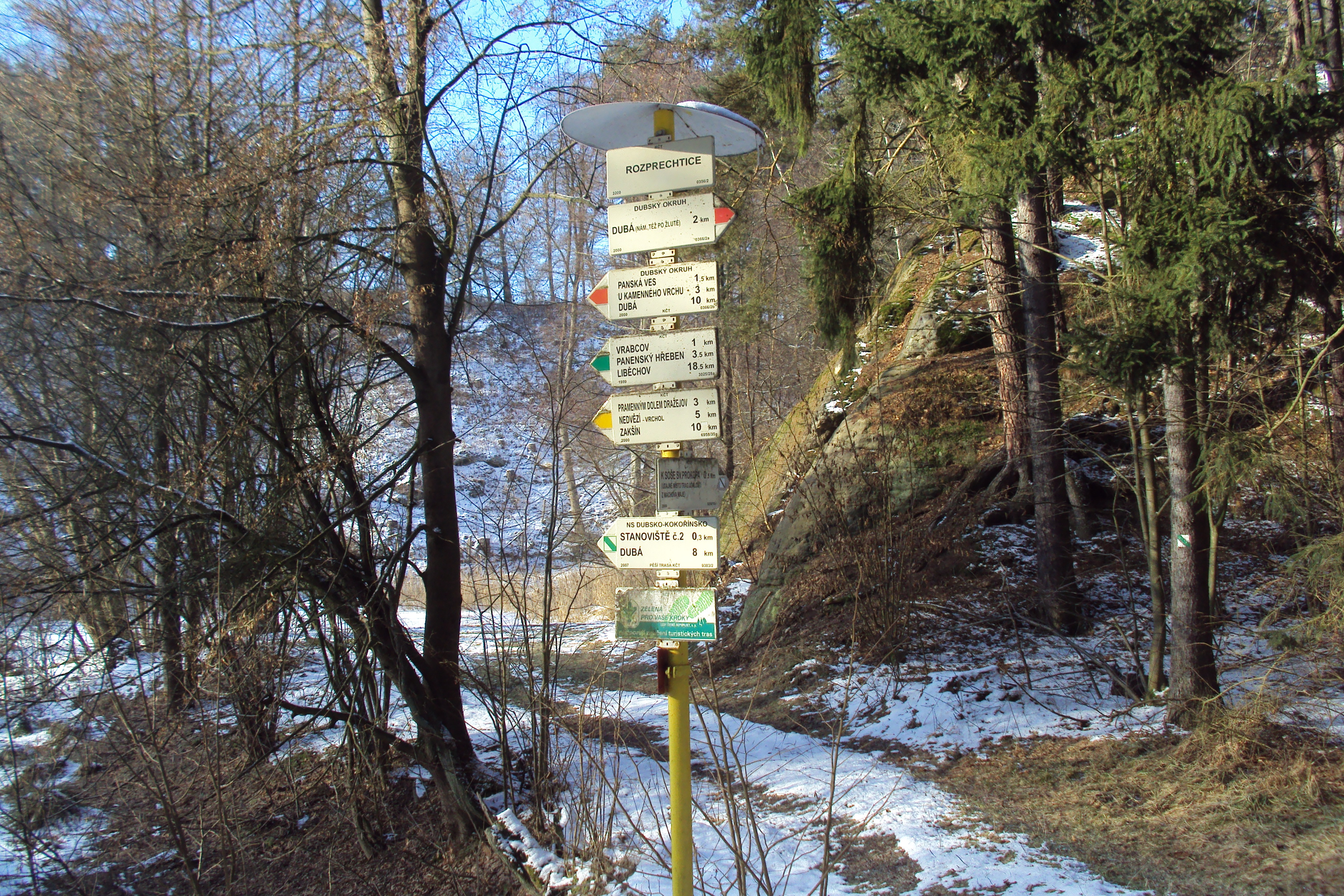
Vyznačení okruhu na rozcestníku v Rozprechticích

- 7. Panská ves – lidové stavby
- 8. Mokřady horní Liběchovky

## Dopravní dostupnost
Do Dubé nejezdí vlaky, je zde dobré spojení zejména z České Lípy a Mělníka autobusy řady dopravců. Část okruhu vede při silnicích III.třídy z Dubé na Rozprechtice či Panskou ves. Trasa je vedena zčásti po vyznačených turistických trasách (zelené a žluté), cyklotrasa zde vyznačena není.

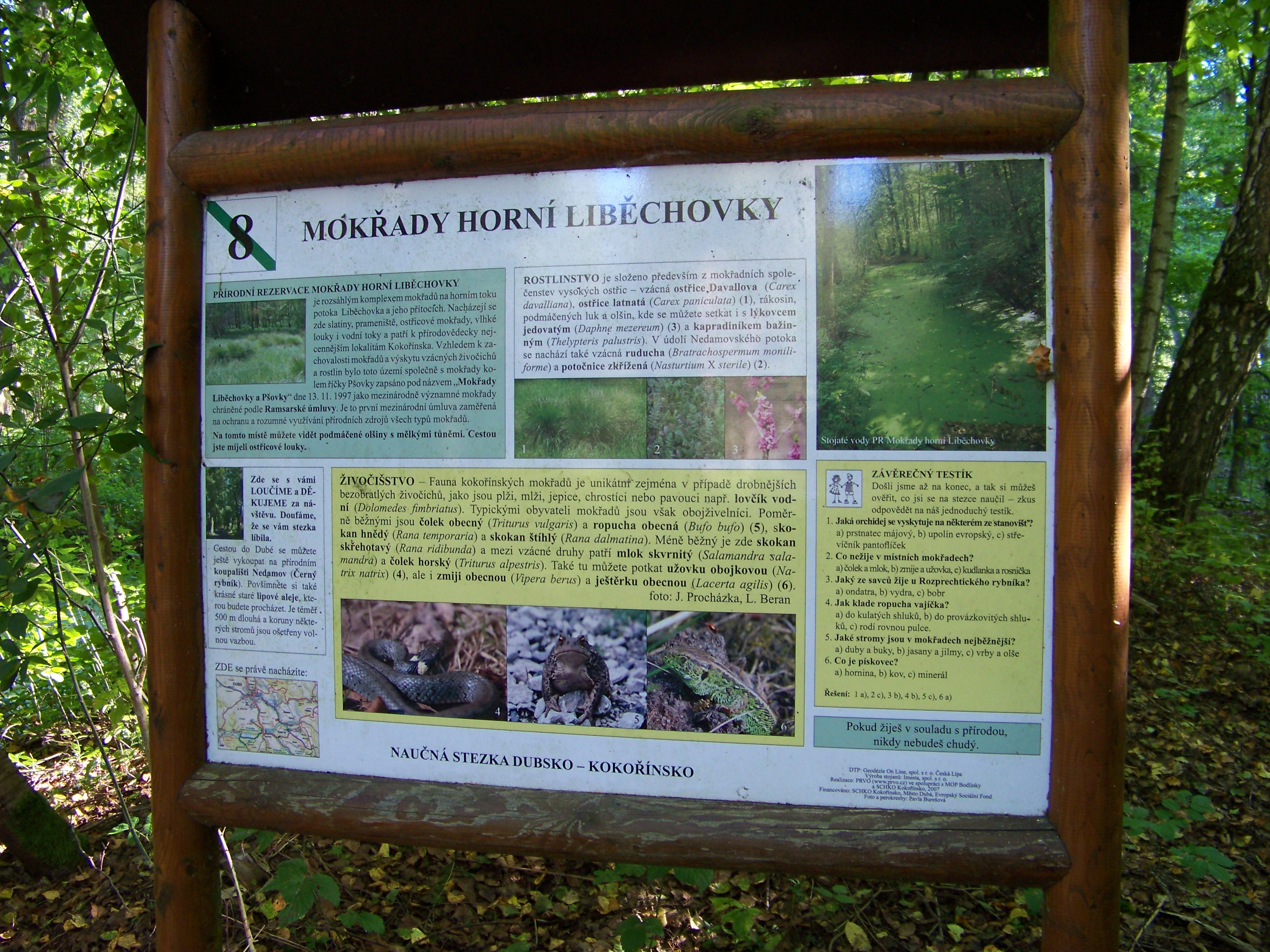
Zastavení osmé u mokřadů